# 弗拉格 (伊利諾伊州)
弗拉格（英語：Flagg）是位於美國伊利諾伊州奧格爾縣的一個非建制地區。該地的面積和人口皆未知。

## 地理
弗拉格的座標為41°53′45″N 89°08′47″W / 41.89583°N 89.14639°W，而該地的平均海拔高度為238米（即781英尺）。